# Mike Montgomery

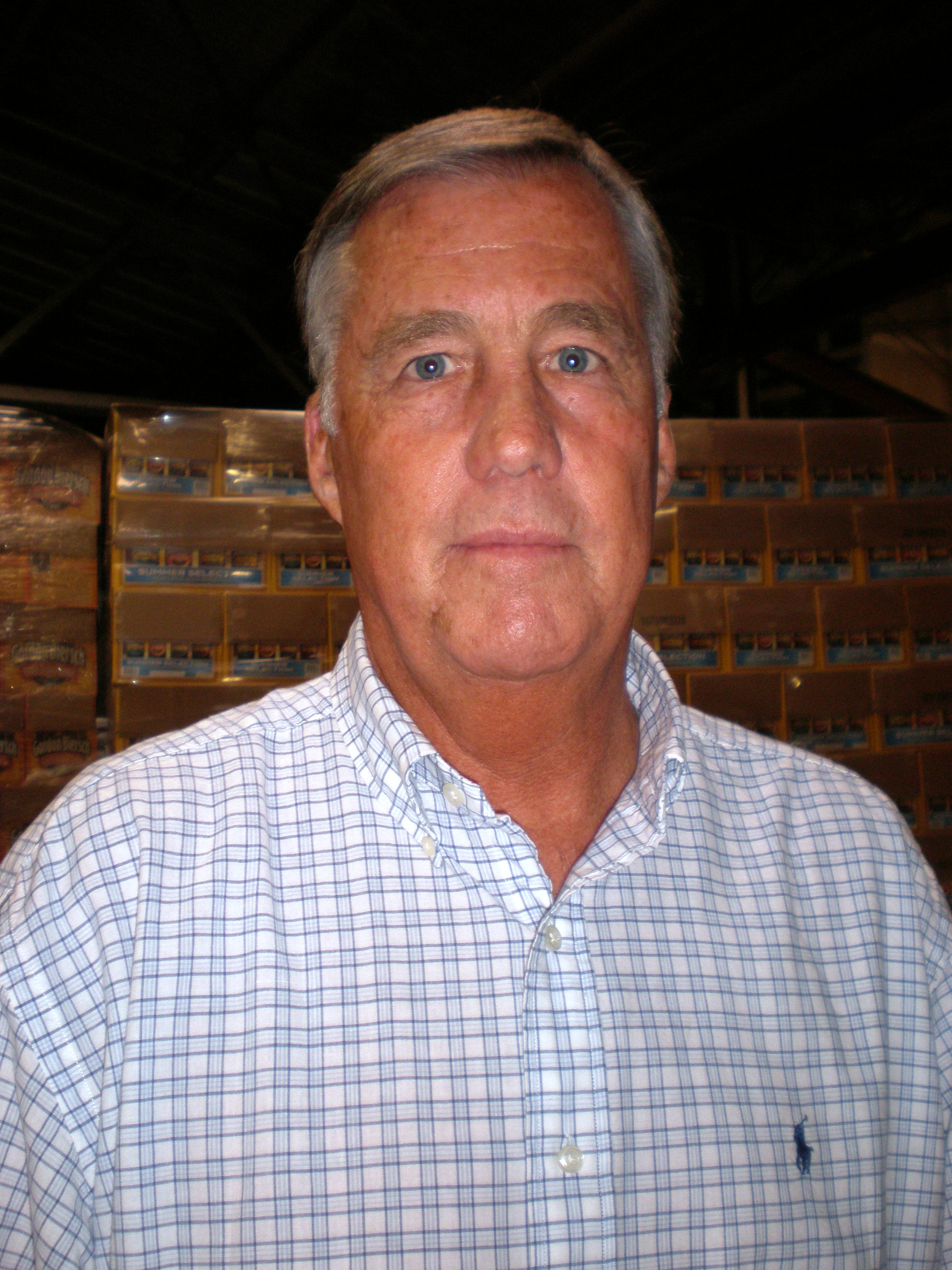
Mike Montgomery, 2009

Mike Montgomery (* 27. Februar 1947 in Long Beach, Kalifornien) ist ein US-amerikanischer Basketballtrainer. Seit 2004 trainiert er in der US-Profiliga NBA die Mannschaft der Golden State Warriors. Zuvor war er 18 Jahre als Trainer in der College-Liga NCAA tätig. An der University of Montana begann Montgomery 1978 seine Trainerlaufbahn. Dort war er bis 1986 tätig, als er den Trainerposten der Stanford University übernahm. Bis 2004 trainiert er die Mannschaft von Stanford, dann nahm er das Angebot der Warriors an. Seine Gesamtbilanz als College-Trainer beträgt 547–244.